# Lithodraba
Lithodraba é um género botânico pertencente à família Brassicaceae.